# Кирккюла (Сааремаа)
Ки́рккюла (ест. Kõrkküla) — село в Естонії, у волості Сааремаа повіту Сааремаа.

## Населення
Чисельність населення на 31 грудня 2011 року становила 102 особи.

## Географія
Через село проходить автошлях 21111 (Тегумарді — Коґула).
На схід від села тече річка Пюгайиґі (Pühajõgi).

## Історія
До 12 грудня 2014 року село входило до складу волості Кярла.
З 12 грудня 2014 по 21 жовтня 2017 року село належало волості Ляене-Сааре.

## Пам'ятки природи
На сході село межує з заказником Муллуту-Лооде (Mullutu-Loode hoiuala), площа — 5220,6 га (58°15′19″ пн. ш. 22°21′1″ сх. д. / 58.25528° пн. ш. 22.35028° сх. д.).